# Râul Ciocadia
Râul Ciocadia este un curs de apă, afluent al râului Gilort. Cursul superior al râului este cunoscut și sub numele de Râul Cărpiniș

## Hărți
- Harta Munților Parâng [nefuncțională – arhivă]

1. ↑  Geographic Names Server, 11 iunie 2018